# Сугатовка
Суга́товка (каз. Сугатовка) — село в Шемонаихинском районе Восточно-Казахстанской области Казахстана. Входит в состав Вавилонского сельского округа. Код КАТО — 636835500.

## География
Село расположено на северо-западе Шемонаихинского района, на реке Вавилонка, в 12 километрах к северо-западу от районного центра города Шемонаиха, в 10 километрах к северу от административного центра сельского округа села Камышинка. Ближайшая железнодорожная станция Шемонаиха — расположена в 12 километрах к юго-востоку от села (по дороге — 14 км). Соседние населённые пункты: Кенюхово в 600 метрах к югу, Горкуново в 2 километрах к северу, Пруггерово в 3 километрах к юго-востоку. Транспортное сообщение осуществляется по автомобильным дорогам KF SH-05 «Шемонаиха — Сугатовка», KF SH-07 «Сугатовка — Кенюхово»,  KF SH-08 «Сугатовка — Горкуново». Высота центра населённого пункта — 377 метров над уровнем моря.

## История
Два населённых пункта: Сугатовский (рудник завода), Сугатовское (поселение завода) — фигурируют в списке населённых мест Томской губернии по сведениям на 1859 год. Так, оба населённых пункта располагаясь в Бухтарминском участке Бийского округа имели при 8 и 30 дворах 117 и 600 человек (душ об. пола) соответственно:69. По состоянию на 1911 год — посёлок Сугатовский; находился в составе Александровской волости (волостное село — Шемонаевское) Змеиногорского уезда имея при 29 дворах 145 человек соответственно:

На р. Вавилонкѣ, 1 маслодѣльный заводъ, 1 хлебозапасный магазинъ, 2 торговыхъ лавки.
— Списокъ населенныхъ мѣстъ Томской губерніи на 1911 годъ.
В 1928 году был образован Шемонаи́хинский райо́н с административным центром в селе Шемонаиха. Согласно утверждению Президиумом ВЦИК от 10 марта 1932 года Постановления 2 сессии КазЦИК VIII созыва от 20 февраля:219—220, — Шемонаихинский район был присоединён в состав новообразованной Восточно-Казахстанской области:225—226.

## Современное состояние
На 2016 год в селе — 10 улиц, 2 переулка. Располагается КГУ «Сугатовский комплекс «Общеобразовательная средняя школа — детский сад».

## Население
| Численность населения | Численность населения | Численность населения | Численность населения |
| 1911                  | 1989                  | 1999                  | 2009                  |
| --------------------- | --------------------- | --------------------- | --------------------- |
| 145                   | ↗912                  | ↘774                  | ↘746                  |

Процентное соотношение численно-преобладающих национальностей согласно переписи 1989 года:
| Национальность | Процентное соотношение |
| -------------- | ---------------------- |
| Русские        | 48 %                   |
| Немцы          | 41 %                   |
| Другие         | 11 %                   |